# Negoiești, Bacău
Negoiești este un sat în comuna Ștefan cel Mare din județul Bacău, Moldova, România.

## Monumente
- Podul lui Ștefan cel Mare a fost construit din porunca lui Ștefan cel Mare, peste pârâul Gârbovana, despre care tradiția zice că "a costat un kertic domnesc de 2000 oca sare" O refacere a avut loc în timpul lui Mihail Sturdza (aprilie 1834 - iunie 1849).                                                                                                                                        Podul are o lungime de 14 m, lățimea 8 m, înălțimea 11 m iar deschiderea bolții de 5,80 m.
- Biserica de lemn Sf. Dumitru din Negoiești